# Nikolai Aleksandrovich Semashko
Tema no confirmado
Nikolai Aleksandrovich Semashko (ruso: Николай Александрович Семашко) (20 de septiembre [8 de octubre] 1874-18 de mayo de 1949), era un estadista ruso que se convirtió en Comisario Popular de Salud Pública en 1918 y sirvió en ese papel hasta 1930; Fue uno de los organizadores del sistema de salud en la Unión Soviética, un académico de la Academia de Ciencias Médicas (1944) y de la RSFSR (1945).

## Vida y carrera
Nikolai Semashko fue hijo de un profesor en la aldea de Livenskoe en el uyezd de Yelets, guberniya de Oryol (ahora óblast de Lipetsk). Su madre era hermana de Georgi Plejánov.
En 1891, después de graduarse del gimnasio Yelets (donde estudió con Mikhail Prishvin), Semashko ingresó a la facultad de medicina de la Universidad de Moscú. En 1893, se convirtió en miembro de un grupo marxista. En 1895, por su participación en el movimiento revolucionario, fue arrestado y exiliado en su hogar en Livenskoe, bajo estricta vigilancia policial. En 1901 se graduó de la facultad de medicina de la Universidad de Kazán, después de lo cual trabajó como médico en Oryol y Samara. En 1904 fue miembro activo del Comité Nizhny Novgorod del Partido Laborista Socialdemócrata de Rusia (RSDLP); Durante la Revolución Rusa de 1905 fue uno de los organizadores de la huelga en la fábrica Sormovo, por lo que fue detenido nuevamente.
En 1906 emigró a Suiza y vivió en Ginebra, donde se reunió con Vladimir Lenin. En agosto de 1907, Semashko fue delegado de la organización bolchevique de Ginebra en el Congreso Socialista Internacional de la Segunda Internacional. Fue detenido por la policía suiza después de que Olga (Sarra) Ravich, condenada en el caso de la expropiación de Tiflis, le envió una carta desde la cárcel.
En 1908, junto con el centro bolchevique extranjero, se trasladó a París, donde hasta 1910 trabajó como secretario en el Comité Central del RSDLP y participó en la Escuela del Partido en Longjumeau (1911).
En la Sexta Conferencia de Rusia del RSDLP (1912), Semashko entregó un informe sobre el negocio de seguros, consistente en un proyecto de resolución que había sido editado por Lenin y aprobado por la Conferencia. En 1913, Semashko participó en el movimiento socialdemócrata en Serbia y Bulgaria; Al comienzo de la Primera Guerra Mundial fue internado. Volviendo a Moscú en septiembre de 1917, fue elegido presidente de la facción bolchevique del consejo de distrito de Pyatnitskaya. Fue delegado del Sexto Congreso del Partido, participó en la preparación de la insurrección armada en Moscú y organizó asistencia médica para sus participantes.
Después de la Revolución de Octubre, Semashko fue jefe del Departamento de Salud del Ayuntamiento de Moscú, y desde julio de 1918 hasta 1930 ocupó el puesto de Comisario de Salud de la RSFSR. Dirigió la apertura del cuerpo de Lenin. Bajo el liderazgo de Semashko, se trabajó para combatir las epidemias, se establecieron los cimientos de la salud pública soviética y se creó un sistema de protección de la maternidad y la infancia y la salud de los niños y adolescentes y una red de institutos de investigación médica Instituto de Nutrición Pública - ahora Instituto de Investigación Científica de Nutrición).
En 1921-1949 Semashko fue profesor de la Cátedra de Higiene Social en la Facultad de Medicina de la Universidad Estatal de Moscú (desde 1931 la Academia Médica de Moscú). De 1930 a 1936, Semashko trabajó en el Comité Ejecutivo Central, donde sirvió como miembro del Presidium y el presidente de la Comisión para la Mejora de la Vida de los Niños (antiguamente la Detkomissiya), encargada de la lucha contra la Gestión del trabajo terapéutico y preventivo en los establecimientos de salud infantil. En 1945-1949 fue director del Instituto de Salud Escolar de la RSFSR, y al mismo tiempo (1947-49) del Instituto para la Salud y la Historia de la Medicina de la Academia de Ciencias Médicas (desde 1965 el Instituto de Investigación de la Semashko Organización de Higiene Social y Salud Pública). Fue fundador de la Central Medical Library (1918) y de la Casa de los Científicos (1922) en Moscú, en 1927-1936, redactor jefe de la Gran Enciclopedia Médica, primer presidente del Consejo Supremo de Educación Física y Deportes Desde 1923), presidente de la All-Union Hygiene Society (1940-1949) y delegado en los 10º, 12º y 16º Congresos del Partido. Fue galardonado con la Orden de Lenin, la Orden de la Bandera Roja del Trabajo, y medallas.
Semashko se casó y tuvo una hija Helen (1908-1983, nombre de casada Farobina), quien fue durante muchos años una funcionaria responsable del Ministerio de Salud.